# Mazza Point
Der Mazza Point ist eine verschneite Landspitze im Südwesten der westantarktischen Alexander-I.-Insel. Sie markiert das nordwestliche Ende der Derocher-Halbinsel und trennt das Brahms Inlet vom Mendelssohn Inlet.
Der United States Geological Survey kartierte sie anhand von Luftaufnahmen der United States Navy aus den Jahren von 1967 bis 1968 sowie Landsat-Aufnahmen von 1972 und 1973. Das Advisory Committee on Antarctic Names benannte die Landspitze nach Joseph D. Mazza, Kommandant der Navy-Flugstaffel VXE-6 von Mai 1986 bis Mai 1987.